# Садыков, Александр Валерьевич
Алекса́ндр Вале́рьевич Сады́ков (укр. Олександр Валерійович Садиков; род. 12 сентября 1964, Николаев) — украинский политик, председатель Николаевской облгосадминистрации с 4 февраля 2005 до 10 июля 2007 года.
Бывший председатель Николаевской областной организации НСНУ.

## Биография

### Образование
С 1982 по 1984 год — студент химического факультета Московского государственного университета.
Окончил экономический факультет Николаевского кораблестроительного института (1986—1989). Инженер-экономист.

### Трудовая деятельность
- 1980—1982 — слесарь механосборочных работ СВП «Машпроект».
- 1984—1986 — служба в армии, на строительстве Байкало-Амурской магистрали.
- Работал в планово-экономическом отделе Черноморского судостроительного завода.
- 1989—1991 — руководитель Научно-производственного кооператива «Фаворит».
- С 1991 — директор Производственно-коммерческой компании "Торговый дом «Скиф».
- 1996—2005 — председатель наблюдательного совета акционеров АКБ «Юнекс».
- 1997—1999 — работал в СП «Юнимаркет Украина».
- Февраль 2005 — июль 2007 — председатель Николаевской облгосадминистрации.
- Июль — октябрь 2007 — заместитель секретаря Совета национальной безопасности и обороны Украины[6].

С 2006 по 2010 год — депутат Николаевского облсовета. Был членом Совета национальной безопасности и обороны Украины (с 25 мая 2007).
Государственный служащий 3-го ранга (январь 2006), 2-го ранга (май 2007).

### Личная жизнь
Родился в семье инженеров. Имеет двоих сыновей.